# Frank Lampard senior
Frank Richard George Lampard senior [ˈlæmpɑːd] (* 20. September 1948 in East Ham, London) ist ein ehemaliger englischer Fußballspieler. 

## Spielerkarriere

### Verein
Frank Lampard begann seine Karriere 1967 als linker Verteidiger bei West Ham United. Durch gute Leistungen und Einsatz erspielte er sich schnell einen Stammplatz im Team der Hammers. Mit West Ham United gewann er 1975 und 1980 den FA Cup. In 18 Jahren bei West Ham absolvierte Lampard insgesamt 674 Spiele und erzielte 22 Tore – die meisten davon im Ligabetrieb. Im FA Cup lief er 43 mal auf und steuerte zwei Treffer bei, im League Cup bestritt er 54 Spiele und erzielte ein Tor. Nach Billy Bonds ist er der Spieler mit den meisten Partien für West Ham. Im Jahr 1985 verließ er den Verein und spielte noch ein Jahr für Southend United, ehe er seine Karriere im Sommer 1986 beendete.

### Nationalmannschaft
Im Oktober 1972 debütierte Lampard in der englischen Nationalmannschaft gegen die jugoslawische Auswahl. Insgesamt absolvierte der Außenverteidiger zwei Spiele für die Three Lions. Zuvor hatte er bereits das Trikot der U23-Auswahl getragen. Er gewann dabei alle seiner vier Spiele für die Juniorenmannschaft der Engländer.

## Erfolge
- Englischer Pokal: 1975, 1980

## Trainerkarriere
1994 schloss sich Lampard wieder seinem Heimatverein West Ham an. Unter Harry Redknapp war er Assistenztrainer der Mannschaft.

## Familiäres
Er ist der Vater des langjährigen, englischen Nationalspielers Frank Lampard, der im Februar 2017 seine Karriere beendete. Lampard ist verwitwet. Seine Ehefrau Patricia, die Mutter von Frank Lampard junior, erlag im April 2008 im Alter von 58 Jahren einem Lungenleiden. Harry Redknapp, unter dem Lampard sieben Jahre als Co-Trainer arbeitete, ist sein Schwager.